# L'ovest selvaggio
L'ovest selvaggio (A Day of Fury) è un film del 1956 diretto da Harmon Jones.
È un western statunitense ambientato negli anni 1890 con Dale Robertson, Mara Corday e Jock Mahoney.

## Trama
Quando il pistolero Jagade arriva in una città rispettosa della legge e timorata di Dio, provoca involontariamente una escalation di violenza che porta alla morte del pastore locale e al suicidio di una maestrina. Lo sceriffo della città è dapprima impotente a causa di un debito morale nei confronti di Jagade ma infine riesce a ristabilire l'ordine. 
Sullo sfondo le differenze socio-culturali di un'America ancora divisa e diffidente dopo la guerra di secessione.

## Produzione
Il film, diretto da Harmon Jones su una sceneggiatura di James Edmiston e Oscar Brodney e un soggetto dello stesso Edmiston, fu prodotto da Robert Arthur per la Universal Pictures e girato negli Universal Studios a Universal City, California, dal 22 luglio a metà agosto 1955. Il titolo di lavorazione fu Jagade.

## Distribuzione
Il film fu distribuito con il titolo A Day of Fury negli Stati Uniti dal 1º maggio 1956 al cinema dalla Universal Pictures.
Altre distribuzioni:
- in Austria nel novembre del 1956 (Stunden des Terrors)
- in Germania Ovest il 30 novembre 1956 (Stunden des Terrors)
- in Svezia il 23 aprile 1957 (Hämndens dag)
- in Francia il 18 ottobre 1957 (24 heures de terreur)
- in Brasile (Domingo Sangrento)
- in Spagna (Un día de furia)
- in Grecia (Aima sto farangi tou Diavolou)
- in Italia (L'ovest selvaggio)
- negli Stati Uniti (Justice Comes to Tomahawk)

## Promozione
Le tagline sono:
- The Story of Jagade...last of the MAVERICK KILLERS!
- This Was The Day Of The Rope And The Ravager!